# Конституція Литви
Конституція Литовської Республіки — основний закон Литовської Республіки.
Чинна на поточний момент Конституція Литовської Республіки була прийнята всенародним референдумом 25 жовтня 1992.

## Чинна конституція
Конституція складається з 154 статей, об'єднаних у 14 глав і прикінцевих положень.
Конституція встановлює державний устрій Литовської Республіки і визначає основні права і свободи громадян Литовської Республіки, а також громадян іноземних держав та осіб без громадянства на території Литви. Відповідно до принципу поділу влади, Конституція встановлює повноваження Сейму, Президента і Уряду, органів судової влади.
Також складовою частиною конституції є «Конституційний закон Литовської Республіки про Литовську державу», «Конституційний акт Литовської Республіки про неприєднання Литовської Республіки до пострадянських східних союзів», «Закон Литовської Республіки про порядок набрання чинності Конституції Литовської Республіки» і "Конституційний акт Литовської Республіки про членство Литовської Республіки в Європейському союзі ".
Автор преамбули — поет Юстінас Марцінкявічюс. Преамбула стверджує сувереном, суб'єктом і джерелом державного будівництва «народ литовців».
Пропозиції про зміни або доповнення до Конституції можуть вноситися в Сейм від не менше чверті загального числа членів Сейму або не менше 300 000 виборців.

## Історія
У Литві діяло кілька тимчасових і постійних конституцій, які приймалися різними органами:
- 2 листопада 1918 — Президія Державної ради прийняла тимчасову Конституцію, за якою законодавча влада належала Державній раді, виконавча — Президії.
- 1919 — прийнята тимчасова Конституція.
- 10 червня 1920 — Установчий Сейм прийняв тимчасову Конституцію.
- 1 серпня 1922 — прийнята перша постійна Конституція, за якою законодавча влада належить Сейму, виконавча — президенту і уряду; Сейм і президент обиралися на три роки.
- 15 травня 1928 — прийнята друга постійна Конституція, юридично оформила сформований після перевороту 1926 авторитарний режим.
- 12 травня 1938 — опублікована і вступила в дію прийнята Сеймом 11 лютого третя Конституція.
- 25 серпня 1940 — прийнята «сталінська» конституція Литовської РСР.

До 11 березня 1990 на території Литви діяли Конституція СРСР (1977) і Конституція Литовської РСР (1978). Верховна Рада Литовської РСР прийнятими 11 березня 1990 законами скасував дію радянських конституцій, відновив дію конституції 1938 і для узгодження положень останньої прийняла Тимчасовий Основний закон Литовської Республіки.